# Chikkaboganahalli, Pandavapura
Chikkaboganahalli là một làng thuộc tehsil Pandavapura, huyện Mandya, bang Karnataka, Ấn Độ.